# Tar-pataki-völgy
A Tar-pataki-völgy (szlovákul Studená dolina) a Nagy- és a Kis-Tarpataki-völgy kb. 3,5 km hosszú közös folytatása a Magas-Tátrában, Szlovákiában.
Tar-pataki-völgynek – „Nagy-” vagy „Kis-” jelző nélkül – a Nagy- és Kis-Tarpataki-völgy közös völgyszáját nevezzük, amely kb. 900 m magasságban kezdődik Tátralomnic és Tátraerdőfalva - Felsőtátrafüred között egészen a Rainer-rét (kb. 1300 m) feletti szétágazásáig. Más szempontból nézve a Nagy- és a Kis-Tarpataki-völgyet is beleértjük. Ajánlatos azonban a Tar-pataki-völgy nevet a csak a két völgy közös része megnevezésére használni. Ez a rész tehát a Rainer-réttől a Tátra-körútig terjed. 
Neve a völgyön keresztül folyó Tar-patak nevéből ered. Mai magyar nevét Hunfalvy János földrajztudóstól kapta. Vahot Imre szerint (In: Magyarföld és népei eredeti képekben, Pest, 1846) még kopárpataki (kahlbachi) völgynek nevezte.

## Lásd még
- Kis-Tarpataki-völgy
- Nagy-Tarpataki-völgy